# Фэт-Фрумос
Фэт-Фрумо́с (рум. Făt-Frumos — витязь, мо́лодец; от făt — юноша, и frumos — красивый, прекрасный) — персонаж румынского и молдавского фольклора, обладающий всеми необходимыми герою качествами: смелость, справедливость, физическая и духовная сила, ум, непоколебимая любовь. Фэт-Фрумос (иногда также называемый Базилик, Филимон, или Алистар Фэт-Фрумос) также обладает некоторыми магическими способностями и всегда остаётся верен слову, данному государю, которому он служит. Во многих сказках целью Фэт-Фрумоса является спасение Иляны Косынзяны (Фрумоасе-Фрумоселор).

Лист пиона золотой,

Гордый юноша, постой,

К нареченной обернись,

Что рвалась душою ввысь.

Ты же только в лес вошёл,

За собой её увёл…

Красный лепесток пиона,

Ты, что из цветка рождённый.

Юноша, назад взгляни:

Нет страшней моей тоски.
(Сказка «Фэт-Фрумос, сын охотника»)

Фэт-Фрумосу приходится преодолевать испытания и препятствия, превосходящие возможности обычного человека, но он всегда достойно проходит через все трудности. Он сражается с чудовищами — змеем, балауром, путешествует по нашему миру и миру духов (рум. tarâmul celălalt) со своим Чудесным Конём (рум. Calul Năzdrăvan, Гайтаном), который даёт ему мудрые советы.

## В культуре
- Фэт-Фрумос из фольклора перешёл в румынскую литературу. Этот персонаж часто встречается в рассказах и стихах известных писателей, таких как Михай Эминеску (румын.: "Făt-Frumos din Lacrimă" /  «Фэт-Фрумос из слезы рождённый»), Тудор Аргези, Никита Стэнеску и др. Также Фэт-Фрумос присутствует в современном народном творчестве как персонаж анекдотов.
- В 1977 году на киностудии «Молдова-фильм» был снят фильм «Сказание о храбром витязе Фэт-Фрумосе».
- В 2020 году был выпущен российский мультфильм «Базилик Фэт-Фрумос и царская дочь» режиссёра Александра Черногорова, вошедший в состав цикла «Гора самоцветов». Впервые мультфильм был представлен на кинофестивале «Икар»[1], премьера на Youtube состоялась в 2021 году[2][3].
- В книге современного писателя-фантаста  С. Лукьяненко «Последний дозор» Фэт-Фрумос упоминается в разговоре семьи Городецких:

 — Такая у папы работа, — спокойно объяснила Светлана, подхватывая дочку на руки. — Ты же знаешь, он борется с тёмными силами.
 — Как Гарри Поттер, — с некоторым сомнением произнесла Надя, глядя на меня. Наверное, мне не хватало очков и шрама на лбу, чтобы соответствовать высокому образу.
 — Да, как Гарри Поттер, Фэт Фрумос и Люк Скайуокер.